# Margareta Violante av Savojen
Margareta Violante av Savojen, född 1635, död 1663, var en hertiginna av Parma; gift med hertig Ranuccio II av Parma. 

## Biografi
Margareta Violante var dotter till Victor Amadeus I av Savojen och Christine Marie av Frankrike. 
Det fanns länge planer på ett äktenskap mellan Margareta Violante och hennes kusin, kung Ludvig XIV av Frankrike. De savordianska och franska hoven möttes i Lyon år 1658, där hon och Ludvig möttes. Ludvig XIV fick ett gott intryck av henne och beskrev henne som lite för mörk, men vacker, och uttryckte att han gärna skulle gifta sig med henne. Kardinal Mazarin önskade dock att kungen istället skulle gifta sig med sin kusin Maria Teresia av Spanien av politiska skäl, och när år 1659 Spanien förklarade sig villig att gå med på det, skrinlades omedelbart planerna på ett giftermål mellan Margareta Violante och Ludvig XIV med argumentet att det var kungens plikt att avsluta kriget mellan Frankrike och Spanien genom ett symboliskt fredsäktenskap.
Äktenskapskontraktet med hertig Ranuccio II av Parma undertecknades den 11 augusti av 1659, bröllopet hölls den 29 april 1660 i Turin, varpå Margareta Violante gjorde sitt intåg i Parma, där hon välkomnades under traditionsenliga festligheter. På grund av hennes korta tid som hertiginna i Parma finns inte mycket information om henne. Hon beskrivs som en skönhet som älskade rävjakt och visade ett särskilt intresse för kulten av Madonna di Loreto. Hon födde ett barn 1661, och dog i barnsäng vid födseln av det andra 1663.